# 300-km-Rennen von Silverstone 1972

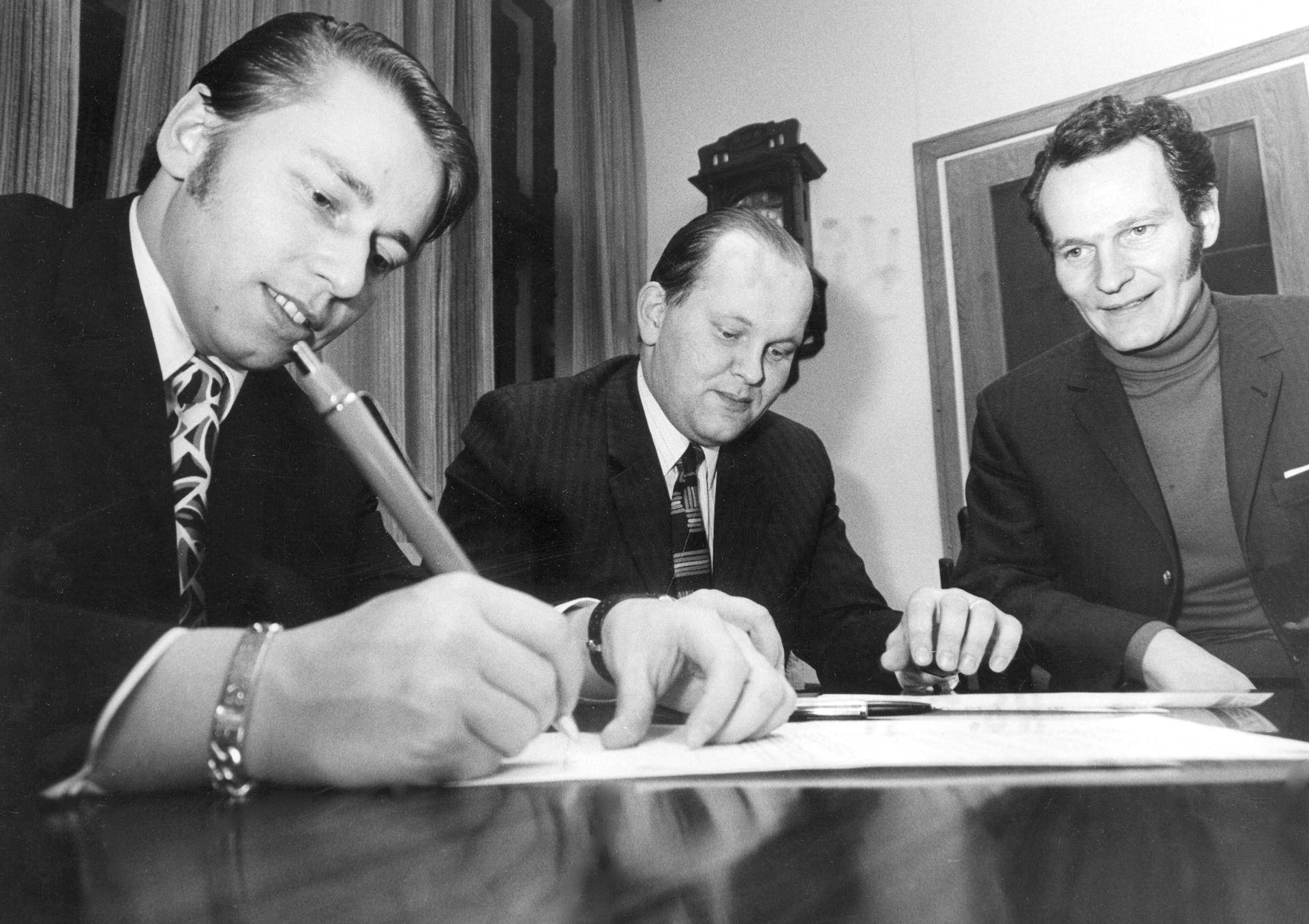
Rennsieger Leo Kinnunen (links) bei der Unterzeichnung des Vertrags beim Racing Team A.A.W 1971

Das 300-km-Rennen von Silverstone 1972, auch The Super Sports 200, Silverstone, fand am 21. Mai auf dem Silverstone Circuit statt und war der dritte Wertungslauf der Interserie dieses Jahres.

## Das Rennen
Wie in den frühen 1970er-Jahren in der Interserie üblich, bestand die Rennveranstaltung in Silverstone aus zwei Wertungsläufen, deren Ergebnisse zu einer Gesamtwertung addiert wurden. Startberechtigt waren Rennfahrzeuge der Homologationsgruppe 7. Den ersten Lauf gewann Willie Green im Ferrari 512M, der im zweiten Rennen hinter Leo Kinnunen, Helmut Kelleners und Hans Wiedmer nur den vierten Rang belegte. In der Endwertung was das der zweite Rang hinter Kinnunen, der einen Porsche 917/10 fuhr.

## Ergebnisse

### Schlussklassement
| 1               | Gruppe 7 | 1  | Racing Team A.A.W              | Leo Kinnunen     | Porsche 917/10         | 70 |
| 2               | Gruppe 7 | 59 | J. C. Bamford Excavators       | Willie Green     | Ferrari 512M           | 70 |
| 3               | Gruppe 7 | 27 | Hans Wiedmer                   | Hans Wiedmer     | McLaren M8E            | 70 |
| 4               | Gruppe 7 | 17 | Boeri Sport Helmet Racing Team | Ernst Kraus      | Porsche 917 Spyder     | 67 |
| 5               | Gruppe 7 | 49 | David Hepworth                 | David Hepworth   | BRM P154               | 64 |
| 6               | Gruppe 7 | 24 | Voltaire Racing Team           | Denis Veyrat     | Lola T70 Mk.3B Special | 57 |
| 7               | Gruppe 7 | 24 | Gelo Racing Team               | Georg Loos       | McLaren M8F            | 57 |
| 8               | Gruppe 7 | 36 | Racing Team V.D.S.             | Teddy Pilette    | McLaren M8E            | 52 |
| 9               | Gruppe 7 | 26 | Egmont Dursch                  | Egmont Dursch    | Lola Special           | 52 |
| 10              | Gruppe 7 | 8  | Helmut Felder                  | Helmut Kelleners | McLaren M8F            | 41 |
| 11              | Gruppe 7 | 12 | Harald Link                    | Harald Link      | Karasek Porsche        | 23 |
| 12              | Gruppe 7 | 20 | Siegfried Rieger               | Siegfried Rieger | McLaren M8C            | 23 |
| Disqualifiziert |          |    |                                |                  |                        |    |
| 13              | Gruppe 7 | 21 | Goodwin Racing Services        | Nick Cussons     | Lola T70 Mk.3 GT       |    |
| Ausgefallen     |          |    |                                |                  |                        |    |
| 14              | Gruppe 7 | 11 | Willi Kauhsen Racing Team      | Willi Kauhsen    | Porsche 917/10         | 28 |
| 15              | Gruppe 7 | 29 | Gelo Racing Team               | Franz Pesch      | McLaren M8E            | 24 |
| 16              | Gruppe 7 | 53 | Ian Richardson                 | Ian Richardson   | McLaren Special        | 23 |
| 17              | Gruppe 7 | 48 | A. G. Dean Racing              | Tony Dean        | Porsche 908/02         | 22 |
| 18              | Gruppe 7 | 16 | Rubery Owen Canada             | Howden Ganley    | BRM P167               | 16 |

### Nur in der Meldeliste
Hier finden sich Teams, Fahrer und Fahrzeuge, die ursprünglich für das Rennen gemeldet waren, aber aus den unterschiedlichsten Gründen daran nicht teilnahmen.
| Pos. | Klasse   | Nr. | Team               | Fahrer         | Chassis        |
| ---- | -------- | --- | ------------------ | -------------- | -------------- |
| 19   | Gruppe 7 |     |                    | Malcolm Clube  | McLaren M1C    |
| 20   | Gruppe 7 | 5   | David Piper Racing | Chris Craft    | Lola T70 Mk.3B |
| 21   | Gruppe 7 | 19  | AMG Ingenieurbüro  | Hans Heyer     | McLaren M8F    |
| 22   | Gruppe 7 | 41  | Reinhold Joest     | Reinhold Joest | Porsche 908/03 |
| 23   | Gruppe 7 | 52  | John Jordan        | John Jordan    | McLaren M6B    |
| 24   | Gruppe 7 | 54  | Tony Harrison      | John Nicholson | McLaren M12C   |

### Klassensieger
| Klasse   | Fahrer       | Fahrzeug       | Platzierung im Gesamtklassement |
| -------- | ------------ | -------------- | ------------------------------- |
| Gruppe 7 | Leo Kinnunen | Porsche 917/10 | Gesamtsieg                      |

### Renndaten
- Gemeldet: 24
- Gestartet: 18
- Gewertet: 12
- Rennklassen: 1
- Zuschauer: unbekannt
- Wetter am Renntag: Regen
- Streckenlänge: 4,710 km
- Fahrzeit des Siegerteams: 1:42:44,000 Stunden
- Gesamtrunden des Siegerteams: 70
- Gesamtdistanz des Siegerteams: 329,700 km
- Siegerschnitt: 192,574 km/h
- Pole Position: Willi Kauhsen – Porsche 917/10 (#11) – 1:20,000 = 211,970 km/h
- Schnellste Rennrunde: Leo Kinnunen – Porsche 917/10 (#1) – 1:20,000 = 211,970 km/h
- Rennserie: 3. Lauf zur Interserie 1972